# 53.ª edición de los Premios Grammy
La 53.° edición de los Premios Grammy se celebró el 13 de febrero de 2011 en el Staples Center de Los Ángeles, en reconocimiento a los logros discográficos alcanzados por los artistas musicales durante el año anterior. El evento fue televisado en directo en Estados Unidos por CBS. Las nominaciones fueron anunciadas el 1 de diciembre de 2010 y con un total de 109 premios presentados.
Eminem lideró las nominaciones con diez, incluyendo Grabación del año, Canción del año y Álbum del año, seguido por Bruno Mars, quién recibió siete nominaciones, Jay-Z, Lady Antebellum y Lady Gaga recibieron seis nominaciones, Jeff Beck, B.o.B, David Frost, Philip Lawrence, John Legend y The Roots recibieron cinco nominaciones; Alex da Kid, The Black Keys, Drake, Cee Lo Green, Ari Levine, Katy Perry, Rihanna, Dirk Sobotka, y Zac Brown Band recibieron cuatro nominaciones; Arcade Fire, Chris Brown, Muse, Miranda Lambert, John Mayer, Beyoncé and Alicia Keys recibieron tres nominaciones; y Robert Plant, Pink, Justin Bieber, Mumford & Sons, Monica, La Roux, Goldfrapp, Janelle Monáe, Sade, Michael Bublé, Fantasia, Hayley Williams, The White Stripes, y el reparto de Glee recibieron dos nominaciones.

## Actuaciones y presentadores

### Actuaciones
Previo
- ChocQuibTown
- Trombone Shorty
- Buddy Guy, Cyndi Lauper, Maria Muldaur, Kenny Wayne Shepherd, Mavis Staples y Betty Wright
- Kirk Whalum

Ceremonia televisada
| Artistas                                                                        | Canciones |
| ------------------------------------------------------------------------------- | --- |
| Yolanda Adams Christina Aguilera Jennifer Hudson Martina McBride Florence Welch | Tributo a Aretha Franklin: "(You Make Me Feel Like) A Natural Woman" Ain't No Way" (Aguilera) "Until You Come Back to Me (That's What I'm Gonna Do)" (McBride) "Think" (Welch) "Respect" (Hudson) "Spirit in the Dark" (Adams) "Sisters Are Doin' It for Themselves" |
| Lady Gaga                                                                       | "Born This Way" |
| Miranda Lambert                                                                 | "The House That Built Me" |
| Muse                                                                            | "Uprising" |
| B.o.B Bruno Mars Janelle Monáe                                                  | "Nothin' on You" Grenade" Cold War" |
| Justin Bieber Jaden Smith                                                       | "Baby" Never Say Never" |
| Usher                                                                           | "OMG" |
| Mumford & Sons The Avett Brothers Bob Dylan                                     | "The Cave" Head Full of Doubt" Maggie's Farm" |
| Lady Antebellum                                                                 | "If You Don't Know Me By Now" American Honey" Need You Now" |
| Cee-Lo Green Gwyneth Paltrow The Muppets                                        | "Fuck You!" |
| Katy Perry                                                                      | "Not Like the Movies" "Teenage Dream" |
| Lady Gaga Jennifer Nettles                                                      | "Yoü and I" |
| Norah Jones John Mayer Keith Urban                                              | "Jolene" |
| Eminem Adam Levine Rihanna Skylar Grey Dr. Dre                                  | "Love the Way You Lie (Part II)" I Need a Doctor" |
| Mick Jagger Raphael Saadiq                                                      | "Everybody Needs Somebody to Love" |
| Barbra Streisand                                                                | "Evergreen" |
| Rihanna Drake                                                                   | "What's My Name?" |
| Arcade Fire                                                                     | "Month of May" Ready to Start" |

### Presentadores
Previo
- BT
- Kathy Griffin
- Wayne Wallace
- Laurie Anderson
- Sara Bareilles

Ceremonia televisada
- LL Cool J[9] — presentó el tributo a Aretha Franklin
- Ricky Martin[8] — presentó a Lady Gaga
- Blake Shelton[9] — presentó a Miranda Lambert
- Lenny Kravitz — presentó a Muse
- Miley Cyrus[9] y Kings of Leon[8] — presentaron el Mejor álbum de country
- Ryan Seacrest[8] — presentó a Bruno Mars, B.o.B y Janelle Monáe
- Dierks Bentley[9] y Zac Brown Band[8] — presentaron la Mejor cantante femenina de música country
- Eva Longoria[8] — presentó a Justin Bieber, Jaden Smith y Usher
- Paramore[3] y Pauley Perrette[4] — presentaron el Mejor álbum de rock
- Selena Gomez[9] y Donnie Wahlberg[4] — presentaron la Mejor cantante pop
- David Letterman — presentó a Bob Dylan, Mumford & Sons y The Avett Bros.
- Clay Matthews[8] y Lea Michelle — presentaron a Lady Antebellum
- Jamie Foxx[4] — presentó a Cee Lo Green, Gwyneth Paltrow y The Jim Henson Company Puppets
- Neil Patrick Harris[3] — presentó a Katy Perry
- John Mayer,[4] Norah Jones[9] y Keith Urban[8] — presentaron la Canción del año
- Seth Rogen[3] — presentó a Eminem, Dr. Dre y Rihanna
- Jewel[4] y John Legend[3] — presentaron el Mejor artista novel
- Matthew Morrison[8] — presentó a Neil Portnow, presidente de la Academia
- Kris Kristofferson[3] — presentó a Barbra Streisand
- Nicki Minaj[9] y will.i.am[8] — presentaron el Mejor álbum de rap
- Diddy — presentó a Drake y Rihanna
- Marc Anthony y Jennifer Lopez[8][4] — presentaron la Grabación del año
- Jason Segel[8] — presentó a Arcade Fire
- Barbra Streisand y Kris Kristofferson — presenta el Álbum del año

## Ganadores y nominados

### Generales
Grabación del año
- «Need You Now» – Lady Antebellum (intérpretes); Lady Antebellum & Paul Worley (productores); Clarke Schleicher (ingeniero/mezclador)
- «Nothin' on You» – B.o.B & Bruno Mars (intérpretes); The Smeezingtons (productores); Ari Levine (ingeniero/mezclador)
- «Love the Way You Lie» – Eminem & Rihanna (intérpretes); Alex da Kid & Makeba Riddick (productores); Alex da Kid, Eminem & Mike Strange (ingenieros/mezcladores)
- «Fuck You!» – Cee-Lo Green (intérprete); The Smeezingtons (productores)
- «Empire State of Mind» – Jay-Z & Alicia Keys (intérpretes); Angela Hunte, Jane't "Jnay" Sewell-Ulepic & Shux (productores); Ken "Duro" Ifill, Gimel "Young Guru" Keaton & Ann Mincieli (ingenieros/mezcladores)

Álbum del año
- The Suburbs – Arcade Fire (intérpretes); Arcade Fire & Markus Dravs (productores); Arcade Fire, Mark Lawson & Craig Silvey (ingenieros/mezcladores); Mark Lawson (masterización)
- Recovery – Eminem (intérprete); con Kobe, Lil Wayne, Pink & Rihanna; Alex da Kid, Boi-1da, Nick Brongers, Supa Dups, DJ Khalil, Dr. Dre, Eminem, Havoc, Emile Haynie, Jim Jonsin, Just Blaze, Mr. Porter & Script Shepherd (ingenieros/mezcladores); Brian "Big Bass" Gardner (masterización)
- Need You Now – Lady Antebellum (intérpretes); Lady Antebellum & Paul Worley (productores); Clarke Schleicher (ingeniero/mezclador); Andrew Mendelson (masterización)
- The Fame Monster – Lady Gaga (intérprete); con Beyoncé; Ron Fair, Fernando Garibay, Tal Herzberg, Rodney Jerkins, Lady Gaga, RedOne, Teddy Riley & Space Cowboy (productores); Eelco Bakker, Christian Delano, Mike Donaldson, Paul Foley, Tal Herzberg, Rodney Jenkins, Hisashi Mizoguchi, Robert Orton, Dan Parry, Jack Joseph Puig, RedOne, Teddy Riley, Dave Russel, Johnny Severin, Space Cowboy, Mark Stent, Jonas Wetling & Frank Wolff (ingenieros/mezcladores); Gene Grimaldi (masterización)
- Teenage Dream – Katy Perry (intérprete); con Snoop Dogg; Ammo, Benny Blanco, Dr. Luke, Kuk Harrell, Max Martin, Stargate, C. "Tricky" Stewart, Sandy Vee & Greg Wells, productores; Steve Churchyard, Mikkel S. Eriksen, Serban Ghenea, John Hanes, Sam Holland, Jaycen-Joshua, Damien Lewis, Chris O'Ryan, Carlos Oyanedel, Paris, Phil Tan, Brain Thomas, Lewis Tozour, Miles Walker, Emily Wright & Andrew Wuepper (ingenieros/mezcladores); Brian Gardner (masterización)

Canción del año
- «Need You Now» – Dave Haywood, Josh Kear, Charles Kelley & Hillary Scott (compositores); Lady Antebellum (intérpretes)
- «Beg, Steal or Borrow» – Ray LaMontagne (compositor); Ray LaMontagne & The Pariah Dogs (intérpretes)
- «Fuck You!» – Cee Lo Green, Philip Lawrence & Bruno Mars (compositores); Cee Lo Green (intérprete)
- «The House That Built Me» – Tom Douglas & Allen Shamblin (compositores); Miranda Lambert (intérprete)
- «Love the Way You Lie» – Alexander Grant, Holly Hafferman & Marshall Mathers (compositores); Eminem & Rihanna (intérpretes)

Mejor artista novel
- Esperanza Spalding
- Justin Bieber
- Drake
- Florence & The Machine
- Mumford & Sons

### Alternativa
Mejor álbum de música alternativa
- Brothers – The Black Keys
- The Suburbs – Arcade Fire
- Infinite Arms – Band of Horses
- Broken Bells – Broken Bells
- Contra – Vampire Weekend

### Blues
Mejor álbum de blues tradicional
- Joined at the Hip – Pinetop Perkins & Willie 'Big Eyes' Smith
- Giant – James Cotton
- Memphis Blues – Cyndi Lauper
- The Well – Charlie Musselwhite
- Plays Blues, Ballads & Favorites – Jimmie Vaughan

Mejor álbum de blues contemporáneo
- Living Proof – Buddy Guy
- Nothing's Impossible – Solomon Burke
- Tribal – Dr. John and the Lower 911
- Interpretations: The British Rock Songbook – Bettye LaVette
- Live! In Chicago – Kenny Wayne Shepherd Band con Hubert Sumlin, Willie "Big Eyes" Smith, Bryan Lee & Buddy Flett

### Clásica
Mejor interpretación de orquestal
- Daugherty: Metropolis Symphony; Deus ex Machina – Giancarlo Guerrero (director) & Nashville Symphony Orchestra
- Bruckner: Sinfonías n.º 3 & 4 – Mariss Jansons (director) & Royal Concertgebouw Orchestra
- Mackey: Dreamhouse – Gil Rose (director), Rinde Eckert; Catch Electric Guitar Quartet, Boston Modern Orchestra Project & Synergy Vocals
- Salieri: Overtures & Stage Music – Thomas Fey (director) & Mannheimer Mozartorchester
- Stravinsky: Pulcinella; Symphony in Three Movements; Four Études – Pierre Boulez (director), Roxana Constantinescu, Kyle Ketelsen & Nicholas Phan, Chicago Symphony Orchestra

Mejor interpretación solista vocal clásica
- Sacrificium – Cecilia Bartoli (solista); Giovanni Antonini & Il Giardino Armonico
- Ombre de mon amant. French Baroque Arias – Anne Sofie von Otter (solista); William Christie & Les Arts Florissants
- Turina: Canto a Sevilla – Lucia Duchonová (solista); Celso Antunes & NDR Radiophilharmonie
- Vivaldi: Opera Arias. Pyrotechnics – Vivica Genaux (solista); Fabio Biondi & Europa Galante
- Wagner: Wesendonck Lieder – Measha Brueggergosman (solista); Franz Welser-Möst & Cleveland Orchestra

Mejor grabación de ópera
- Saariaho: L'amour de loin – Martin Sauer (productor); Kent Nagano (director); Daniel Belcher, Ekaterina Lekhina & Marie-Ange Todorovitch; Deutsches Symphonie-Orchester Berlin & Rundfunkchor Berlin
- Berg: Lulu – David Groves (productor); Antonio Pappano (director); Agneta Eichenholz, Jennifer Larmore, Klaus Florian Vogt & Michael Volle; Royal Opera House Orchestra
- Hasse: Marc' Antonio e Cleopatra – Keith Weber (productor); Matthew Dirst (director); Jamie Barton & Ava Pine & Ars Lyrica Houston
- Shchedrin: The Enchanted Wanderer – James Mallinson (productor); Valery Gergiev (director); Evgeny Akimov, Sergei Aleksashkin & Kristina Kapustinskaya; Orchestra & Chorus of the Mariinsky Theatre
- Sullivan: Ivanhoe – Brian Pidgeon (productor); David Lloyd-Jones (director); Neal Davies, Geraldine McGreevy, James Rutherford, Toby Spence & Janice Watson; BBC National Orchestra of Wales & Adrian Partington Singers

Mejor interpretación coral
- Verdi: Requiem – Riccardo Muti (director); Duain Wolfe (director de coro); Chicago Symphony Orchestra & Chorus
- Bach: Cantatas – Nikolaus Harnoncourt (director); Erwin Ortner (director de coro); Concentus Musicus Wien & Arnold Schoenberg Chor
- Baltic Runes – Paul Hillier (director); Estonian Philharmonic Chamber Choir
- Haydn: The Creation – René Jacobs (director); Hans-Christoph Rademann (director de coro); Freiburger Barockorchester & RIAS Kammerchor
- Martin: Golgotha – Daniel Reuss (director); Estonian National Symphony Orchestra; Cappella Amsterdam & Estonian Philharmonic Chamber Choir

Mejor interpretación clásica, solista instrumental (con orquesta)
- Mozart: Conciertos para piano n.º 23 & 24 – Mitsuko Uchida (directora/solista) & Cleveland Orchestra
- Daugherty: Deus ex Machina – Giancarlo Guerrero (director); Terrence Wilson & Nashville Symphony Orchestra
- Dorman: Concierto para mandolina – Andrew Cyr (director); Avi Avital & Metropolis Ensemble
- Kletzki: Concierto para piano en re mayor, op. 22 – Thomas Sanderling (director); Joseph Banowetz & Russian Philharmonic Orchestra
- Porter: Concierto para viola y orquesta – John McLaughlin Williams (director); Eliesha Nelson & Northwest Sinfonia

Mejor interpretación clásica, solista instrumental (sin orquesta)
- Messiaen: Livre du Saint-Sacrement – Paul Jacobs
- Chopin: The Nocturnes – Nelson Freire
- Hamelin: Études – Marc-André Hamelin
- Paganini: 24 Caprices – Julia Fischer
- 20th Century Harp Sonatas – Sarah Schuster Ericsson

Mejor interpretación de conjunto musical pequeño o música de cámara
- Dinastía Borja – Jordi Savall (director); Hespèrion XXI & La Capella Reial de Catalunya
- Ceremony and Devotion. Music for the Tudors – Harry Christophers (director); The Sixteen
- Trondheimsolistene. In Folk Style – Øyvind Gimse & Geir Inge Lotsberg (directores); Emilia Amper, Gjermund Larsen & TrondheimSolistene
- Victoria: Lamentations of Jeremiah – Peter Phillips (director); The Tallis Scholars
- Whitacre: Choral Music – Noel Edison (director); Carol Bauman, Leslie De'Ath & Elora Festival Singers

Mejor interpretación de música de cámara
- Ligeti: Cuartetos de cuerda n.º 1 & 2 – Parker Quartet
- Beethoven: Sonatas para violín y piano completas – Isabelle Faust & Alexander Melnikov
- Gnattali: Solo & Chamber Works for Guitar – Marc Regnier; Tacy Edwards, Natalia Khoma & Marco Sartor
- Porter: Complete Viola Works – Eliesha Nelson & John McLaughlin Williams; Douglas Rioth; Northwest Sinfonia
- Schoenberg: Cuartetos de cuerda n.º 3 & 4 – Christopher Oldfather & Rolf Schulte; Fred Sherry String Quartet

Mejor composición clásica contemporánea
- Daugherty: Deus ex Machina – Michael Daugherty (compositor); Giancarlo Guerrero (director)
- Henze: Appassionatamente Plus – Hans Werner Henze (compositor); Stefan Soltesz (director)
- Lindberg: Graffiti – Magnus Lindberg (compositor); Sakari Oramo (director)
- Pärt: Sinfonía n.º 4 – Arvo Pärt (compositor); Esa-Pekka Salonen (director)
- Shchedrin: The Enchanted Wanderer – Rodion Shchedrin (compositor); Valery Gergiev (director)

Mejor álbum de música clásica
- Verdi: Requiem – Christopher Alder (productor), David Frost, Tom Lazarus & Christopher Willis (ingenieros/mezcladores), Silas Brown (masterización); Riccardo Muti (director), Duain Wolfe (director de coro), Chicago Symphony Orchestra & Chorus
- Bruckner: Sinfonías n.º 3 & 4 – Everett Porter (productor/masterización); Mariss Jansons (director) & Royal Concertgebouw Orchestra
- Daugherty: Metropolis Symphony; Deus ex Machina – Blanton Alspaugh (productor), Mark Donahue, John Hill & Dirk Sobotka (ingenieros/mezcladores); Giancarlo Guerrero (director) & Nashville Symphony Orchestra
- Mackey: Dreamhouse – David Frost (productor), David Frost, Tom Lazarus, Steven Mackey & Dirk Sobotka (ingenieros/mezcladores), Silas Brown (masterización); Gil Rose (director), Rinde Eckert; Catch Electric Guitar Quartet, Boston Modern Orchestra Project & Synergy Vocals
- Sacrificium – Arend Prohmann (productor); Philip Siney, (ingeniero/mezclador); Giovanni Antonini (director), Cecilia Bartoli & Il Giardino Armonico

Mejor álbum crossover de música clásica
- Christopher Tin: Calling All Dawns – Lucas Richman, director (Sussan Deyhim, Lia, Kaori Omura, Dulce Pontes, Jia Ruhan, Aoi Tada & Frederica von Stade; Anonymous 4 & Soweto Gospel Choir; Royal Philharmonic Orchestra)
- Meeting of the Spirits – Matt Haimovitz (Amaryllis Jarczyk, Jan Jarczyk, John McLaughlin, Dominic Painchaud, Leanna Rutt & Matt Wilson)
- Off the Map – The Silk Road Ensemble
- Roots. My Life, My Song – Jessye Norman (Ira Coleman, Steve Johns, Mike Lovatt, Mark Markham & Martin Williams)
- Vocabularies – Bobby McFerrin

### Composición y arreglos
Mejor composición instrumental
- «The Path Among the Trees» – Billy Childs
- «Aurora» – Patrick Williams
- «Battle Circle» – Gerald Clayton
- «Box of Cannoli» – Tim Hagans
- «Fourth Stream...La Banda» – Bill Cunliffe

Mejor arreglo instrumental
- «Carlos» – Vince Mendoza
- «Fanfare for a New Day» – Patrick Williams
- «Itsbynne Reel» – Gil Goldstein
- «Monet» – Ted Nash
- «Skip to My Lou» – Frank Macchia

Mejor arreglo instrumental acompañado de vocalista
- «Baba Yetu» – Christopher Tin (arreglista); Christopher Tin, Soweto Gospel Choir & Royal Philharmonic Orchestra (intérpretes)
- «Baby» – Roger Treece (arreglista); Bobby McFerrin (intérprete)
- «Based on a Thousand True Stories» – Vince Mendoza (arreglista); Silje Nergaard & Metropole Orchestra Strings (intérpretes)
- «Don't Explain» – Geoffrey Keezer (arreglista); Denise Donatelli (intérprete)
- «Imagine» – Herbie Hancock & Larry Klein (arreglistas); Herbie Hancock, Pink, Seal, Jeff Beck, India.Arie, Konono No 1 & Oumou Sangare (intérpretes)

### Composición para medio visual
Mejor recopilación de banda sonora para película, televisión u otro medio visual
- Crazy Heart
- Glee: The Music, Volume 1
- Treme
- True Blood, Volume 2
- The Twilight Saga: Eclipse

Mejor composición instrumental escrita para una película, televisión u otro medio visual
- Toy Story 3 – Randy Newman
- Alice in Wonderland – Danny Elfman
- Avatar – James Horner
- Inception – Hans Zimmer
- Sherlock Holmes – Hans Zimmer

Mejor canción escrita para una película, televisión u otro medio visual
- «The Weary Kind» (de Crazy Heart) – Ryan Bingham & T Bone Burnett (compositores); Ryan Bingham (intérprete)
- «Down in New Orleans» (de The Princess and the Frog) – Randy Newman (compositor); Dr. John (intérprete)
- «I See You» (de Avatar) – Simon Franglen, Kuk Harrell & James Horner (compositores); Leona Lewis (intérprete)
- «Kiss Like Your Kiss» (de True Blood) – Lucinda Williams (compositora); Lucinda Williams & Elvis Costello (intérpretes)
- «This City» (de Treme) – Steve Earle (compositor e intérprete)

### Country
Mejor interpretación vocal country, femenina
- «The House That Built Me» – Miranda Lambert
- «Satisfied» – Jewel
- «Swingin'» – LeAnn Rimes
- «Temporary Home» – Carrie Underwood
- «I'd Love To Be Your Last» – Gretchen Wilson

Mejor interpretación vocal country, masculina
- «'Til Summer Comes Around» – Keith Urban
- «Macon» – Jamey Johnson
- «Cryin' for Me» – Toby Keith
- «Turning Home» – David Nail
- «Gettin' You Home» – Chris Young

Mejor interpretación country, duo o grupo
- «Need You Now» – Lady Antebellum
- «Free» – Zac Brown Band
- «Elizabeth» – Dailey & Vincent
- «Little White Church» – Little Big Town
- «Where Rainbows Never Die» – The SteelDrivers

Mejor colaboración vocal country
- «As She's Walking Away» – Zac Brown Band & Alan Jackson
- «Bad Angel» – Dierks Bentley, Miranda Lambert & Jamey Johnson
- «Pride (In the Name of Love)» – Dierks Bentley, Del McCoury & The Punch Brothers
- «Hillbilly Bone» – Blake Shelton & Trace Adkins
- «I Run to You» – Marty Stuart & Connie Smith

Mejor interpretación instrumental country
- «Hummingbyrd» – Marty Stuart
- «Tattoo of a Smudge» – Cherryholmes
- «Magic #9» – The Infamous Stringdusters
- «New Chance Blues» – Punch Brothers
- «Willow Creek» – Darrell Scott

Mejor canción country
- «Need You Now» – Dave Haywood, Josh Kear, Charles Kelley & Hillary Scott (compositores); Lady Antebellum (intérprete)
- «The Breath You Take» – Casey Beathard, Dean Dillon & Jessie Jo Dillon (compositores); George Strait (intérprete)
- «Free» – Zac Brown (compositor) (Zac Brown Band (intérpretes)
- «The House That Built Me» – Tom Douglas & Allen Shamblin (compositores); Miranda Lambert (intérprete)
- «I'd Love to Be Your Last» – Rivers Rutherford, Annie Tate & Sam Tate (compositores); Gretchen Wilson (intérprete)
- «If I Die Young» – Kimberly Perry (compositor); The Band Perry (intérprete)

Mejor álbum de música country
- Need You Now – Lady Antebellum
- Up On The Ridge – Dierks Bentley
- You Get What You Give – Zac Brown Band
- The Guitar Song – Jamey Johnson
- Revolution – Miranda Lambert

Mejor álbum de bluegrass
- Mountain Soul II – Patty Loveless
- Circles Around Me – Sam Bush
- Family Circle – The Del McCoury Band
- Legacy – Peter Rowan Bluegrass Band
- Reckless – The SteelDrivers

### Dance
Mejor grabación dance
- «Only Girl (In the World)» – Crystal Johnson, Stargate, Sandy Wilhelm (productores); Stargate, Sandy Vee (mezcladores); Rihanna (intérprete)
- «Rocket» – Alison Goldfrapp & Will Gregory (productores); Mark 'Spike' Stent (mezclador); Goldfrapp (intérprete)
- «In for the Kill» – Elly Jackson & Ben Langmaid (productores); Serban Ghenea & John Hanes (mezcladores); La Roux (intérprete)
- «Dance in the Dark» – Fernando Garibay & Lady Gaga (productores); Robert Orton (mezclador); Lady Gaga (intérprete)
- «Dancing on My Own» – Patrik Berger & Robyn (productores); Niklas Flyckt (mezclador); Robyn (intérprete)

Mejor álbum de dance/electrónica
- La Roux – La Roux
- These Hopeful Machines – BT
- Further – The Chemical Brothers
- Head First – Goldfrapp
- Black Light – Groove Armada

### Espectáculo musical
Mejor álbum de espectáculo musical
- American Idiot (con Green Day) – Billie Joe Armstrong (productor/letrista); Green Day (compositores)
- Fela! – Robert Sher (productor); Fela Anikulapo-Kuti (compositor/letrista)
- A Little Night Music – Tommy Krasker (productor); Stephen Sondheim (compositor/letrista)
- Promises, Promises – David Caddick & David Lai (productores); Burt Bacharach (compositor) & Hal David (letrista)
- Sondheim on Sondheim – Philip Chaffin & Tommy Krasker (productores); Stephen Sondheim (compositor/letrista)

### Folk
Mejor álbum de folk tradicional
- Genuine Negro Jig – Carolina Chocolate Drops
- Onward and Upward – Luther Dickinson & The Sons Of Mudboy
- Memories of John – The John Hartford Stringband
- Maria Muldaur & Her Garden Of Joy – Maria Muldaur
- Ricky Skaggs Solo: Songs My Dad Loved – Ricky Skaggs

Mejor álbum de folk contemporáneo
- God Willin' & the Creek Don't Rise – Ray LaMontagne & The Pariah Dogs
- Love Is Strange – En Vivo con Tino – Jackson Browne & David Lindley
- The Age of Miracles – Mary Chapin Carpenter
- Somedays the Song Writes You – Guy Clark
- Dream Attic – Richard Thompson

Mejor álbum de americana 
- You Are Not Alone – Mavis Staples
- The List – Rosanne Cash
- Tin Can Trust – Los Lobos
- Country Music – Willie Nelson
- Band of Joy – Robert Plant

Mejor álbum de música nativo americana
- 2010 Gathering of Nations Pow Wow: A Spirit's Dance – Varios intérpretes; Derek Mathews, Dr. Lita Mathews & Melonie Mathews, productores
- XI – Bear Creek
- Temptations: Cree Round Dance Songs – Northern Cree
- Woodnotes Wyld: Historic Flute Sounds from the Dr. Richard W. Payne Collection – Peter Phippen

Mejor álbum de folk hawaiano
- Huana Ke Aloha – Tia Carrere
- Amy Hanaiali'i and Slack Key Masters of Hawaii – Amy Hanaiali‘i And Slack Key Masters of Hawaii
- Polani – Daniel Ho
- The Legend – Ledward Kaapana
- Maui on My Mind – Hawaiian Slack Key Guitar – Jeff Peterson

Mejor álbum de música zydeco o cajun
- Zydeco Junkie – Chubby Carrier & the Bayou Swamp Band
- En Couleurs – Feufollet
- Happy Go Lucky – D. L. Menard
- Back Home – The Pine Leaf Boys
- Creole Moon: Live at the Blue Moon Saloon – Cedric Watson et Bijou Créole

### Gospel
Mejor interpretación gospel
- «Grace» – BeBe & CeCe Winans
- «He Wants It All» – Forever Jones
- «You Hold My World» – Israel Houghton
- «Nobody Greater» – VaShawn Mitchell
- «He's Been Just That Good – Kirk Whalum & Lalah Hathaway

Mejor canción gospel
- «It's What I Do» – Jerry Peters & Kirk Whalum (compositores); Kirk Whalum & Lalah Hathaway (intérpretes)
- «Beautiful Things» – Lisa Gungor & Michael Gungor (compositores); Gungor (intérprete)
- «Better Than a Hallelujah» – Sarah Hart & Chapin Hartford (compositores); Amy Grant (intérprete)
- «Our God» – Jonas Myrin, Matt Redman, Jesse Reeves & Chris Tomlin (compositores); Chris Tomlin (intérprete)
- «Return to Sender» – Gordon Kennedy (compositor); Ricky Skaggs (intérprete)

Mejor álbum gospel pop/contemporáneo
- Love God. Love People. – Israel Houghton
- Beauty Will Rise – Steven Curtis Chapman
- Pieces of a Real Heart – Sanctus Real
- Mosaic – Ricky Skaggs
- Tonight – TobyMac

Mejor álbum gospel rock o rap
- Hello Hurricane – Switchfoot
- Church Music – David Crowder Band
- For Those Who Wait – Fireflight
- Beautiful Things – Gungor
- Rehab – Lecrae

Mejor álbum gospel sureño, country o bluegrass
- The Reason – Diamond Rio
- Times Like These – Austins Bridge
- Expecting Good Things – Jeff & Sheri Easter
- Journey On – Ty Herndon
- Live at Oak Tree: Karen Peck & New River – Karen Peck & New River

Mejor álbum gospel tradicional
- Downtown Church – Patty Griffin
- The Experience – Vanessa Bell Armstrong
- A City Called Heaven – Shirley Caesar
- Here I Am – Marvin Sapp
- All in One – Karen Clark Sheard

Mejor álbum gospel R&B contemporáneo
- Still – BeBe & CeCe Winans
- Get Ready – Forever Jones
- Love Unstoppable – Fred Hammond
- Triumphant – VaShawn Mitchell
- Aaron Sledge – Aaron Sledge

### Hablado
Mejor álbum hablado
- Earth – Jon Stewart con Samantha Bee, Wyatt Cenac, Jason Jones, John Oliver & Sigourney Weaver
- American on Purpose – Craig Ferguson
- The Bedwetter – Sarah Silverman
- A Funny Thing Happened on the Way to the Future… – Michael J. Fox
- This Time Together: Laughter and Reflection – Carol Burnett
- The Woody Allen Collection: Mere Anarchy, Side Effects, Without Feathers, Getting Even – Woody Allen

Mejor álbum de comedia
- Stark Raving Black – Lewis Black
- Cho Dependent – Margaret Cho
- I Told You I Was Freaky – Flight of the Conchords
- Kathy Griffin Does the Bible Belt – Kathy Griffin
- Weapons of Self Destruction – Robin Williams

### Histórico
Mejor álbum histórico
- The Beatles (The Original Studio Recordings) – Jeff Jones (productor); Paul Hicks, Sean Magee, Guy Massey, Sam Okell & Steve Rooke (masterización); The Beatles (intérpretes)
- Alan Lomax In Haiti: Recordings For The Library Of Congress, 1936–1937 – Jeffrey A. Greenberg, David Katznelson & Anna Lomax Wood (productores); Steve Rosenthal & Warren Russell-Smith (masterización); Varios intérpretes
- The Complete Mother's Best Recordings...Plus! – Colin Escott, Mike Jason & Jett Williams (productores); Joseph M. Palmaccio (masterización); Hank Williams (intérprete)
- Not Fade Away: The Complete Studio Recordings And More – Andy McKaie (productor); Erick Labson (masterización); Buddy Holly (intérprete)
- Where the Action Is! Los Angeles Nuggets 1965–1968 – Alec Palao, Cheryl Pawelski & Andrew Sandoval (productores); Dan Hersch & Andrew Sandoval (masterización); Varios intérpretes

### Infantil
Mejor álbum musical para niños
- Tomorrow's Children – Pete Seeger con the Rivertown Kids & Friends
- Here Comes Science – They Might Be Giants
- Jungle Gym – Justin Roberts
- Sunny Days – Battersby Duo
- Weird Things Are Everywhere! – Judy Pancoast

Mejor álbum hablado para niños
- Julie Andrews' Collection of Poems, Songs, And Lullabies – Julie Andrews & Emma Walton Hamilton
- Anne Frank: The Diary of a Young Girl: The Definitive Edition – Selma Blair
- The Best Candy in the Whole World – Bill Harley
- Healthy Food For Thought: Good Enough to Eat – Varios artistas; Jim Cravero, Paula Lizzi & Steve Pullara (productores)
- Nanny McPhee Returns – Emma Thompson

### Jazz
Mejor solista de jazz instrumental
- «A Change Is Gonna Come» – Herbie Hancock
- «Solar» – Alan Broadbent
- «Body and Soul» – Keith Jarrett
- «Lonely Woman» – Hank Jones
- «Van Gogh» – Wynton Marsalis

Mejor álbum de jazz instrumental, individual o grupo
- Moody 4B – James Moody
- Positootly! – John Beasley
- The New Song and Dance – Clayton Brothers
- Historicity – Vijay Iyer Trio
- Providencia – Danilo Pérez

Mejor álbum de jazz, conjunto grande
- Mingus Big Band Live at Jazz Standard – Mingus Big Band
- Infernal Machines – Darcy James Argue's Secret Society
- Autumn: In Moving Pictures Jazz – Chamber Music Vol. 2 – Billy Childs Ensemble con the Ying String Quartet
- Pathways – Dave Holland Octet
- 54 – Metropole Orkest, John Scofield & Vince Mendoza

Mejor álbum de jazz vocal
- Eleanora Fagan (1915-1959): To Billie with Love from Dee Dee Bridgewater – Dee Dee Bridgewater
- Freddy Cole Sings Mr. B – Freddy Cole
- When Lights Are Low – Denise Donatelli
- Ages – Lorraine Feather
- Water – Gregory Porter

Mejor álbum de jazz contemporáneo
- The Stanley Clarke Band – The Stanley Clarke Band
- Never Can Say Goodbye – Joey DeFrancesco
- Now Is the Time – Jeff Lorber Fusion
- To the One – John McLaughlin
- Backatown – Trombone Shorty

Mejor álbum de jazz latino
- Chucho's Steps – Chucho Valdés & the Afro-Cuban Messengers
- Tango Grill – Pablo Aslan
- Second Chance – Hector Martignon
- Psychedelic Blues – Poncho Sánchez
- ¡Bien Bien! – Wayne Wallace Latin Jazz Quintet

### Latina
Mejor álbum pop latino
- Paraíso Express – Alejandro Sanz
- Poquita ropa – Ricardo Arjona
- Alex Cuba – Alex Cuba
- Boleto de entrada – Kany García
- Otra cosa – Julieta Venegas

Mejor álbum rock latino/alternativo
- El Existential – Grupo Fantasma
- Oro – ChocQuibTown
- Amor Vincit Omnia – Draco
- Bulevar 2000 – Nortec Collective Presents: Bostich+Fussible
- 1977 – Ana Tijoux

Mejor álbum latino tropical
- Viva la tradición – Spanish Harlem Orchestra
- Sin salsa no hay paraíso – El Gran Combo de Puerto Rico
- Asondeguerra – Juan Luis Guerra 4.40
- Irrepetible – Gilberto Santa Rosa
- 100 sones cubanos – Varios artistas; Edesio Alejandro, Nelson Estevez & Juan Hidalgo (productores)

Mejor álbum tejano
- Recuerdos – Little Joe & la Familia
- Sabes Bien – Juan P. Moreno
- In the Pocket – Joe Posada
- Homenaje a Mi Padre – Sunny Sauceda y Todo Eso
- Cookin – Tortilla Factory

Mejor álbum norteño
- Classic – Intocable
- Indispensable – Angel Fresnillo
- Ni Hoy Ni Mañana – Gerardo Ortiz
- Desde la Cantina Volumen 1 – Pesado
- Intensamente – Principez de la Música Norteña

Mejor álbum de banda
- Enamórate de mí – El Güero y Su Banda Centenario
- Ando bien pedo – Banda Los Recoditos
- Caricias compradas... – Cuisillos
- Con la fuerza del corrido – El Chapo
- Todo depende de ti – La Arrolladora Banda El Limón

### New age
Mejor álbum de new age
- Miho: Journey to the Mountain – Paul Winter Consort
- Ocean – Michael DeMaria
- Sacred Journey of Ku-Kai, Volume 4 – Kitaro
- Dancing into Silence – R. Carlos Nakai, William Eaton & Will Clipman
- Instrumental Oasis, Vol. 4 – Zamora